# グローバルテレビジョンネットワーク
グローバルテレビジョンネットワーク（Global Television Network）はカナダの英語系民放テレビ放送ネットワーク。グローバルTVや、単にグローバルと呼ばれることもある。親会社はオンタリオ州・トロントに本社を置くコーラス・エンターテイメント（Corus Entertainment）。

## 歴史
1970年代、カナダ主要都市においてCBC、CTVに次ぐ第3のテレビネットワークを開設しようと、アル・ブルーナーとピーター・ヒル等の投資家によってグローバル・コミュニケーションズを設立。その後、オンタリオ州南部の地方局、CKGN-TVが1974年に開局するが、当時はオイルショックの最中で経営的に行き詰まる。ウィニペグ（マニトバ州）の実業家・州議会議員で当地の独立テレビ局を率いていた、イジー・アスパーが経営するキャンウェスト・コミュニケーションズが1985年に買収。徐々にカナダ全土にネットワークを拡大し、キャンウェストは全国紙、ナショナル・ポストやオーストラリア（ネットワーク・テン）、ニュージーランド（TV3、TV4）、アイルランド（TV3）の民放テレビネットワークを買収。カナダ有数のメディア企業へ成長していった。
2000年にキャンウェストはウェスタン・インターナショナル・コミュニケーションズ（WIC）を買収。WICが保有していたカルガリーとエドモントンのグローバル加盟局を直営化しただけでなく、バンクーバーで保有していたCTV加盟局もネットチェンジの末、手中に収めた。しかし、この拡大路線による債務が経営を圧迫し、2000年代中盤より財政状況が悪化。2009年に破綻状況に近くなり、2010年にはケーブルテレビ局を運営する、ショー・コミュニケーションズ社が買収。グローバルテレビジョンネットワークはショー・コミュニケーションズの子会社、ショー・メディアの傘下に入ることになった。
2016年、ショー・コミュニケーションズはコーラス・エンターテイメントに、ショー・メディアを26.5億カナダドルで売却した。

## 主な番組
- News Hour
- Global National（いずれもネットワークニュース番組）
- エンターテイメント・トゥナイト
- glee/グリー
- NCIS 〜ネイビー犯罪捜査班
  - NCIS:LA 〜極秘潜入捜査班
- サバイバー
- Dr.HOUSE
- BONES
- デイズ・オブ・アワ・ライブス
- ヤング・アンド・ザ・レストレス
- Hawaii Five-0